# 1 mod 100
1 mod 100 er en dansk quiz på TV3 fra 2007 med den tidligere fodboldmålmand Peter Schmeichel som vært.
Som navnet antyder handler spillet om, at man kæmper mod hundrede modstandere i paratviden.